# Lisa Piccirillo
Lisa M. Piccirillo ist eine US-amerikanische Mathematikerin. Sie arbeitet an Problemen der niedrigdimensionalen Topologie. Insbesondere beschäftigt sie sich mit 3- und 4-Mannigfaltigkeiten und der Knotentheorie.

## Ausbildung und Wirken
Ihren Bachelor of Science in Mathematik machte Piccirillo 2013 am Boston College in Chestnut Hill, Massachusetts, wo sie von 2009 bis 2013 studierte. Promoviert wurde sie an der University of Texas at Austin in Austin, Texas, im Jahr 2019, wo sie von 2013 bis 2019 studierte. Ihre Dissertation trägt den Titel „Knot traces and the slice genus“. Ihr Doktorvater ist John Edwin Luecke. 
Von Herbst 2019 bis 2020 war sie NSF Postdoctoral Fellow an der Brandeis University in Waltham, Massachusetts. Seit Juli 2020 ist sie Assistant Professor am Massachusetts Institute of Technology in Cambridge, Massachusetts.
Piccirillo wurde bekannt durch die Lösung des lange offenen mathematischen Problems, dass der Conway-Knoten kein (glatter) Scheibenknoten ist. Der Conway-Knoten war der letzte Knoten mit bis zu 12 Überkreuzungen, für den unbekannt war, ob er ein Scheibenknoten ist oder nicht.

## Rezeption
Für 2021 ist sie eine der ersten Preisträgerinnen des Maryam Mirzakhani New Frontiers Prize, der für Nachwuchsmathematikerinnen vergeben wird. Ihre Lösung des Conway-Knoten-Problems war nach Ansicht des Quanta Magazine eine der sechs erwähnenswertesten Fortschritte in Mathematik und Informatik im Jahr 2020.